# 宰赫兰
宰赫兰（阿拉伯语 الظهران aẓ-Ẓahrān）位于沙特阿拉伯东部省达曼市郊，是沙烏地阿拉伯石油工业的重要中心。1931年，首次在達蘭地區發現石油储备，美國加利福尼亚标准石油公司（即现時的雪佛龙公司）建了第一口商業用油井，更建立了沙烏地阿拉伯分公司，名為「阿拉伯美国石油公司（ARAMCO）」，現由沙烏地阿拉伯政府控制，並改名為沙烏地阿拉伯國家石油公司。

## 地理
宰赫兰位於達曼市南部約15公里，他們同屬都阿拉伯湾海岸古老的港口城市之一；其東面是島國巴林。

## 地质
達蘭市位處於沙漠地上，多山多石，也是沙特阿拉伯最早建立的油井的所在地，所在地现为阿卜杜勒阿齐兹国王世界文化中心。隨後，沙特阿拉伯国家石油公司在附近山區上興建總部及2個油井。
達蘭-達曼地區是繼吉达以外，另一个被選擇興建第一个核反应堆的地區。

## 气候
宰赫兰的气候特点是极端酷热、潮湿的夏季和凉爽的冬季。夏季時，氣溫升高達逾50 °C（120 °F），同時也為波斯湾带来极高的湿度（85-100%）。宰赫兰保持著世界最高露點的记录，2003年7月8日當地錄得95 °F（35.0 °C）露點溫度，而當時的氣溫是108 °F（42.2 °C）度，酷熱指數變成172 °F（77.8 °C），它亦擁有全沙地阿拉伯最高溫紀錄：124 °F（51.1 °C）；冬天的時候溫度甚少在 2 °C（35.6 °F）或3 °C（37.4 °F）以下，雨季在11月至翌年5月之間。沙漠風常在夏季侵襲這個城市，能見度可降至只有數米，此種沙漠風常會維持數月。
| 宰赫兰                                  | 宰赫兰      | 宰赫兰      | 宰赫兰       | 宰赫兰       | 宰赫兰       | 宰赫兰       | 宰赫兰       | 宰赫兰       | 宰赫兰       | 宰赫兰       | 宰赫兰      | 宰赫兰      | 宰赫兰       |
| 月份                                    | 1月         | 2月         | 3月          | 4月          | 5月          | 6月          | 7月          | 8月          | 9月          | 10月         | 11月        | 12月        | 全年         |
| --------------------------------------- | ----------- | ----------- | ------------ | ------------ | ------------ | ------------ | ------------ | ------------ | ------------ | ------------ | ----------- | ----------- | ------------ |
| 历史最高温 °C（°F）                     | 30.0 (86.0) | 36.2 (97.2) | 38.8 (101.8) | 45.0 (113.0) | 49.5 (121.1) | 49.0 (120.2) | 49.0 (120.2) | 48.5 (119.3) | 46.6 (115.9) | 44.5 (112.1) | 37.5 (99.5) | 31.0 (87.8) | 49.5 (121.1) |
| 平均高温 °C（°F）                       | 20.8 (69.4) | 22.3 (72.1) | 25.6 (78.1)  | 32.4 (90.3)  | 38.7 (101.7) | 41.7 (107.1) | 43.3 (109.9) | 42.4 (108.3) | 40.3 (104.5) | 35.6 (96.1)  | 28.9 (84.0) | 23.2 (73.8) | 32.9 (91.3)  |
| 日均气温 °C（°F）                       | 15.5 (59.9) | 16.7 (62.1) | 20.6 (69.1)  | 25.0 (77.0)  | 30.6 (87.1)  | 33.4 (92.1)  | 35.2 (95.4)  | 34.4 (93.9)  | 31.9 (89.4)  | 27.9 (82.2)  | 22.3 (72.1) | 17.0 (62.6) | 25.9 (78.6)  |
| 平均低温 °C（°F）                       | 10.2 (50.4) | 11.5 (52.7) | 14.7 (58.5)  | 19.7 (67.5)  | 24.6 (76.3)  | 27.5 (81.5)  | 28.9 (84.0)  | 28.7 (83.7)  | 25.6 (78.1)  | 22.0 (71.6)  | 17.1 (62.8) | 12.4 (54.3) | 20.2 (68.5)  |
| 历史最低温 °C（°F）                     | −1.0 (30.2) | 3.0 (37.4)  | 6.0 (42.8)   | 10.0 (50.0)  | 14.0 (57.2)  | 19.4 (66.9)  | 21.0 (69.8)  | 19.5 (67.1)  | 18.5 (65.3)  | 13.4 (56.1)  | 8.0 (46.4)  | 3.4 (38.1)  | −1.0 (30.2)  |
| 平均降水量 mm（）                       | 17.7 (0.70) | 15.2 (0.60) | 35.3 (1.39)  | 3.5 (0.14)   | 1.2 (0.05)   | 0.0 (0.0)    | 0.0 (0.0)    | 0.0 (0.0)    | 0.0 (0.0)    | 0.3 (0.01)   | 18.6 (0.73) | 15.7 (0.62) | 107.5 (4.24) |
| 平均降水天数                            | 11.0        | 9.7         | 16.2         | 7.6          | 2.2          | 0.1          | 0.1          | 0.0          | 0.1          | 0.6          | 4.9         | 10.2        | 62.7         |
| 平均相對濕度（％）                      | 73          | 68          | 60           | 55           | 43           | 34           | 36           | 44           | 53           | 60           | 64          | 66          | 55           |
| 来源1：香港天文台(1981–2000)            |             |             |              |              |              |              |              |              |              |              |             |             |              |
| 来源2：NOAA (极端数据和湿度, 1961-1990) |             |             |              |              |              |              |              |              |              |              |             |             |              |

## 历史
宰赫兰於1938年後平定下來，石油亦在該年在附近被发现。1950年，人口約7,000。

## 经济
宰赫兰是沙特阿美總部的所在地，该公司是世界上最大的石油公司，也是世界上石油儲存量最高的公司，每日約生產1000萬桶石油，大部分石油均作出口用，沙特本身只用總生產石油量的12%。

## 民族
達蘭的人口來自很多不同國籍的亞洲人，包括：孟加拉人、印度人、印尼人、尼泊尔人、巴基斯坦人和菲律宾人；西方人也有不少，包括：美國、加拿大、歐洲、南非、澳洲和紐西蘭等；中東及阿拉伯人也有：埃及人、约旦人、黎巴嫩人、巴勒斯坦人、苏丹人和叙利亚人。根據2004的調查資料顯示，達蘭市的總人口是97,446人。

## 政府、法律和安全
達蘭是沙特最大省份之一—東部省（由Mohammed bin Fahd bin Abdul Aziz al-Saud王子管理）的一部分，一如沙特其他地方，也須遵從沙里亚法或伊斯蘭法規。2005年沙特阿拉伯选举中，自治區理事會獲選。
達蘭被視為一個高透明度的座市之一，沙特特种紧急部队的東部省總部也設於此，沙特Aramco總部附近。自利雅得爆炸事件生後，市內設立了許多永久性安全檢查站。

## 交通

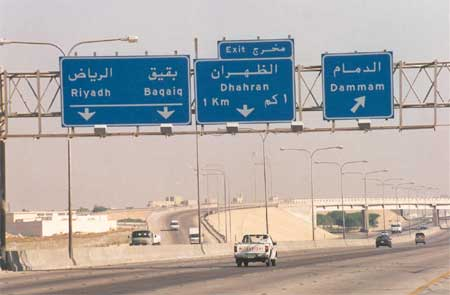
通往達蘭的主要通道

因達蘭是石油工業重鎮，故設有完善的交通網絡。沙特最現化的快速公路也可在達蘭市內找到。
達蘭的國際機場是法赫德国王国际机场（DMM），它也是沙特阿拉伯三大主要國際機場之一，取代於1946年啟用的舊機場（現為皇家沙特空軍基地）。
雖然鐵路運輸在沙特阿拉怕也不及50年前重要，但達蘭仍有一條鐵路通往首都利雅得，宰赫蘭火車站仍存在。
公共交通工具在沙特阿拉伯仍不是主流，但人民出入主要乘搭的士和巴士，的士遠比巴士更普遍。有鉴及此，沙特Aramco自行開辦巴士線，連接公司的住宿地點及工作地點之間。

## 通信與媒體
移动通信主要由STC和Mobily提供。两家公司均向客戶提供3G服務，STC也有透過Al-Hatif服務，提供天地線，此外也透過沙特數據資料，提供互聯網服務。沙特的互聯網服務供應商，包括：Al-Alamiah、ArabNet、Nesma及其他，提供普通撥號及寬頻上網。
電台方面，包括有Sawa電台、Studio One 91.4 FM、巴林電台96.5 FM及AFRTS。
衛星電視處於市場中的主要地位，Orbit網絡和Showtime阿拉伯下是最受歡迎的。

## 教育
達蘭的學校分為公立和私立2種，公立学校（K-12）除了由政府興建外，也有由Aramco興建；公立學校除教授教育部常規課程外，也有向內閣部提供教育服務。私立學校也教授常規課程，但他們有更大的自主權，例如可增加英語教學的時數；法赫德國王大学附属学校和Al-Sa'ad国立学校是達蘭私立学校的代表。
除教授本地課程外，也有許多学校教授其他國家的課程，例如印度人國際學校、宰赫蘭英國文法學校、宰赫蘭學院、宰赫蘭中心、宰赫蘭高中（页面存档备份，存于）和法國人Al-Khobar學校。
宰赫兰也是法赫德国王石油及矿业大学和Aramco訓練中心的所在地，很多沙特Aramco的僱員在此學到有用的技術，例如英語、商業數學、物理學和計算機。法赫德国王大学及Mohammad bin Fahd王子大学也在該市附近，也有計劃興建阿卜杜勒國王科技大學。